# .۵: فصل خاکستری
.۵: فصل خاکستری (به انگلیسی: .5: The Gray Chapter) آلبومی از گروه موسیقی موسیقی هوی متال اسلیپ‌نات است که در سال ۲۰۱۴ میلادی منتشر شد.
این آلبوم در جدول‌های فروش استرالیا، آمریکا و سوئیس در رتبهٔ اول و در چارت‌های فرانسه، ایرلند، نروژ، دانمارک، فنلاند، سوئد، نیوزلند، پرتغال، اتریش و بریتانیا جزو ده آلبوم برتر قرار گرفت.